# Mr. Peter Hayden
Mr. Peter Hayden (souvent abrégé en PH) est un groupe de post-metal finlandais originaire de Kankaanpää, formé en 2000,. Depuis ce jour, ils ont sorti 4 albums studio et un single. Depuis la sortie de son cinquième album Eternal Hayden, le groupe se donne le court surnom PH, ce qui confond le public. Toutes les variations sont utilisées depuis.
La musique du groupe est instrumentale et éclectique, allant du doom metal, au rock psychédélique, au space rock et à l'ambient. Le chant est rarement présent, sauf pour l'occasion.

## Membres

### Membres actuels
- Vesa Ajomo – synthétiseur
- Jessi-Pekka Koivisto – guitare, voix
- Lauri Kivelä – basse, voix
- Vesa Vatanen – guitare, piano, effets

### Anciens membres
- Simo Kuosmanen – guitare, synthétiseur, voix
- Mikko Marjamäki – batterie
- Touko Santamaa – batterie, percussion

## Discographie
- 2010 : Faster Than Speed (Winter Records)
- 2012 : Born a Trip (Kauriala Society)
- 2014 : Archdimension Now (Kauriala Society)
- 2017 : Eternal Hayden (Svart Records)
- 2019 : Osiris Hayden (Svart Records)